# Філіппіни
Респу́бліка Філіппі́ни (англ. Republic of the Philippines; філ.: Republika ng Pilipinas) — острівна країна у Південно-Східній Азії. Площа — близько 300 тисяч км², із них 1830 км² акваторії.
Столиця — Маніла (на о. Лусон). Найбільше за населенням місто — Кесон-Сіті.
Держава розташована в західній частині Тихого океану на островах Філіппінського архіпелагу, який є частиною Малайського архіпелагу. Всього налічується понад 7600 островів, але точну їх кількість встановити неможливо, тому що в результаті вулканічної діяльності з'являються нові острівці та зникають деякі старі.

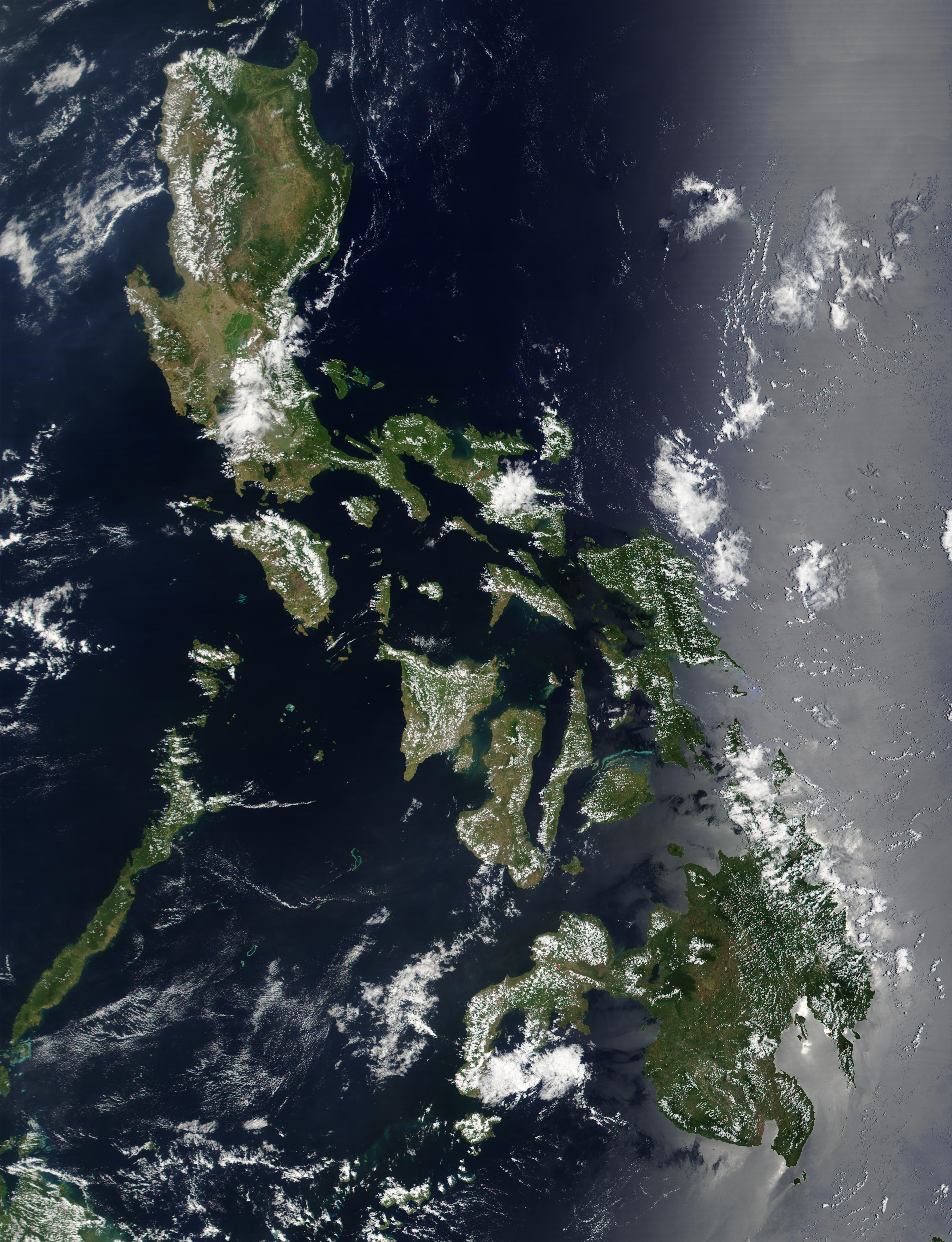
Супутниковий знімок Філіппін. 2002

Південнокитайське море відокремлює Філіппіни від Китаю, В'єтнаму, Таїланду, західної частини Малайзії та Сінгапуру, моря Сулу і Сулавесі — від Індонезії та східної частини Малайзії. Протяжність архіпелагу з півночі на південь — близько 1800 км, із заходу на схід — 1100 км. Найпівнічніший з островів архіпелагу розташований всього лише за 140 км від острова Тайвань. Найбільші острови — Лусон (108 172 км²) і Мінданао (94 227 км²) (становлять близько ⅔ всієї території Філіппін), інші — Самар, Негрос, Палаван, Панай, Міндоро, Лейте, Себу і група Сулу. За винятком острова Палаван всі інші великі острови архіпелагу розташовані досить компактно. Внутрішні моря архіпелагу: Сібуян, Вісаян, Самар, Камотес і Мінданао.
Вулканічні гори проходять із півночі на південь, 50 % території вкрито лісами.
Офіційні мови — тагальська та англійська. Грошова одиниця — філіппінський песо. Філіппіни є членом Асоціації держав Південно-Східної Азії (ASEAN).

## Етимологія
Назва держави Філіппіни походить від імені іспанського короля Філіпа II. Філіппінською мовою (з одним «п») та тагальською мовою країна називається Pilipinas і читається [pɪlɪˈpinɐs]. Ні в імені короля, ні в місцевій назві немає подвоєння «п». У місцевій назві також немає літери «ф» через особливості тагальської мови (подібно до української, де ім'я, відповідне до імені короля, має форму Пилип).
Англійський варіант назви англ. Philippines (з двома «п») затвердився в часи, коли контроль над архіпелагом здійснювали США. Раніше офіційними назвами були Філіппінська Республіка (з двома «п») та Філіппінські острови (з двома «п»).
Початкову іспанську назву ісп. Las Islas Filipinas (з одним «п») архіпелагу дав кабальєро Руї Лопес де Вільялобос. Цей відважний дослідник і мореплавець назвав на честь тодішнього астурійського принца два відкриті ним острови, сьогодні відомі як острови Лейте і Самар. Майбутній король Філіп II Габсбург (з одним «п») отримав своє ім'я на честь іншого відомого Філіпа II (з двома «п») — володаря Македонії, батька Александра Македонського. Ім'я Філіппа походить від двох коренів грец. φίλος— любов та ίππος— кінь. У грецькій мові ці дві літери «п» вже є.
Поступово назва Las Islas Filipinas поширилася на весь архіпелаг, а вже у двадцятому столітті слово «острови» в назві держави зникло. Так держава стала Філіппінами, офіційно — Республіка Філіппін.

## Географія
Природа Філіппін — переважно гірська (гори займають близько 3/4 поверхні) країна; середня висота хребтів — близько 2000 м, найбільша — 2954 м (вулкан Апо на о. Мінданао). Загалом клімат Філіппін тропічний, мусонний, але через сильну розчленованість рельєфу, різну експозицію схилів щодо вологих мусонних потоків і трас тропічних циклонів, неоднакову міру віддаленості місцевості від океану він неоднорідний.
Острівні дуги Філіппін утворені гребеневими ділянками підводного підняття і відрізняються гірським рельєфом. Особливо це виражене на Лусоні, де простежуються два, а місцями три субмеридіальні хребти середньою висотою близько 1800 м і максимальною 2934 м (гора Пулог). Аналогічна система субмеридіальних хребтів виражена на о. Мінданао з найвищою вершиною країни — вулканом Апо. Всі ці гірські структури є складовою частиною пояса дієвих вулканів Тихого океану, що протягся в крайовій зоні й іменується «Тихоокеанським вогненним кільцем». На о.Лусон нараховують близько 20 періодично дієвих вулканів.
Між гірськими хребтами лежать густо заселені рівнини й річкові долини. До найбільших із них належать: на о. Лусон долина р. Кагаян (на північному сході), Центральна рівнина і рівнина Біколь (на південному сході); на о. Мінданао — долини річок Агусан (на сході) і Мінданао (на південному заході); на о. Панай — Центральна рівнина. Крім того, вздовж берегів більшості островів простяглися вузькі прибережні рівнини. Найбільша річка країни — Кагаян. Виділяються також Пампанга й Агно на Лусоні, а також Агусан і Мінданао з її головною притокою Пулангі на о. Мінданао. Невелика річка Пасиг на о. Лусон, що витікає з озера Бай, проходить через Манілу, має важливе значення для перевезення вантажів.

### Клімат
На Філіппінах тропічний морський клімат, який зазвичай спекотний і вологий. Розрізняють три сезони: спекотний сухий сезон або літо з березня по травень; сезон дощів з червня по листопад; прохолодний сухий сезон з грудня по лютий. Південно-західний мусон триває з травня по жовтень, а північно-східний — з листопада по квітень. Температура зазвичай коливається від 21 °C (70 °F) до 32 °C (90 °F). Найхолодніший місяць — січень, найтепліший травень.
Середня річна температура становить близько 26,6 °C (79,9 °F). При розгляді температури місце розташування з точки зору широти та довготи не є важливим фактором, а температури на рівні моря, як правило, знаходяться в одному діапазоні. Висота зазвичай має більший вплив. Середня річна температура Багіо на висоті 1500 метрів (4900 футів) над рівнем моря становить 18,3 °C (64,9 °F), що робить його популярним місцем у спекотне літо. Річна кількість опадів становить до 5000 міліметрів (200 дюймів) у гірській частині східного узбережжя, але менше 1000 міліметрів (39 дюймів) у деяких захищених долинах.
Філіппіни дуже схильні до зміни клімату і входять до десяти країн світу, які найбільш уразливі до ризиків зміни клімату

## Історія

### Класичний період (900—1521)

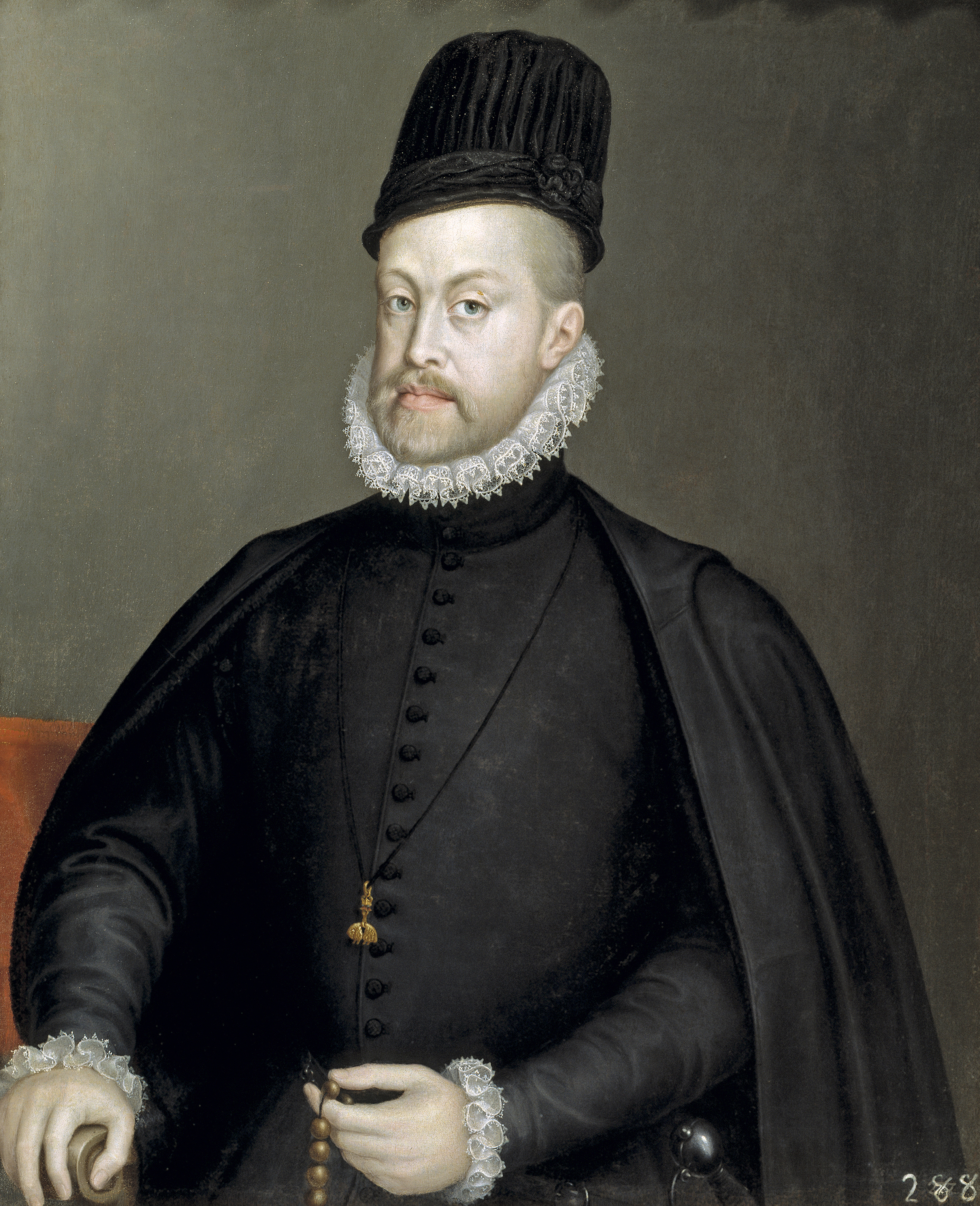
Філіп II

- Держава Ма-і
- Королівство Тондо (900—1589)
- Мадья-ас (1200—1569)
- Раджанат Майніла (1500—1571)
- Королівство Намаян (1175—1571)
- Раджанат Бутуан (1001—1521)
- Раджанат Цебу (1200—1565)
- Султанат Магуїнданано (1500—1888)
- Султанат Сулу (1500—1888)
- Султанати Ланао

### Іспанський період (1521—1898)
- Віцекоролівство Нова Іспанія (1521–1565)
- Іспанська Ост-Індія (1565—1898)
  - Християнізація Філіппін.
  - 1646: Голландські вторгнення. Бої у Манільській затоці.
  - 1762—1764: Британські вторгнення. Британська окупація Маніли.
  - Філіппінська революція (1896–1897).

### Американський період (1898—1946)
- Іспансько-американська війна (1898).
  - 12 червня 1898: проголошено незалежність від Іспанії.
- Перша Республіка Філіппіни (1899—1901).
  - Філіппінсько-американська війна (1899–1902).
- Тагальська республіка (1902–1906).
- Острівний уряд Філіппін (1901—1935), окупація США.
- Філіппінська співдружність (1935–1943), протекторат США.
- Друга Республіка Філіппіни (1943—1945), окупація Японією.
- Філіппінська співдружність (1945—1946), протекторат США.
  - 4 липня 1946: проголошено незалежність від США.

### Постколоніальний період (з 1946)
- Третя Республіка Філіппіни (1946—1972).
- Воєнний стан (1972–1981)
- Четверта Республіка Філіппіни (1981—1986).
  - 22—25 лютого 1986: Жовта революція.
- П'ята Республіка Філіппіни (з 1986).

## Адміністративний поділ

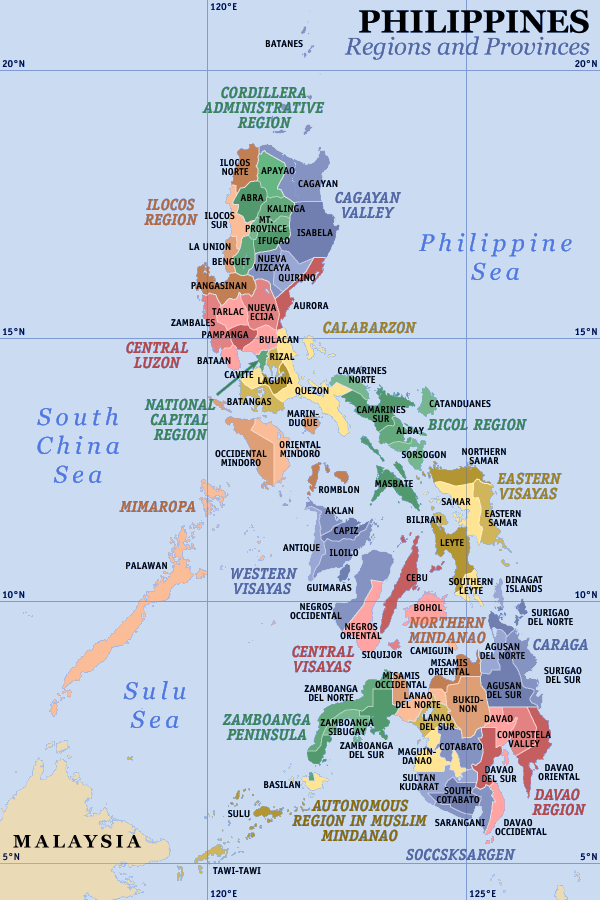
Адміністративний поділ Філіппін

Філіппіни адміністративно поділяються на 18 регіонів, які своєю чергою поділяються на 81 провінцію, 145 міст, 1490 муніципалітети та 42 029 баранґаї.

## Політична система
Відповідно до Конституції 1987 року Філіппіни є президентською республікою з двопалатним парламентом і незалежною судовою системою. Глава держави — президент, якого обирають шляхом прямих загальних виборів на 6-річний термін без права продовження або повторного висунення. Президент очолює кабінет міністрів (уряд) і є головнокомандувачем збройними силами.
Вищий орган законодавчої влади в країні — Конгрес, що складається з двох палат: Сенату Філіппін (24 місця) і Палати представників Філіппін (316 місць). Сенатори обираються на 6-річний термін (по 12 осіб по черзі кожні три роки, але не більше двох термінів поспіль), члени Палати представників — на три роки (не більше трьох термінів поспіль). Сенатори обираються на загальних виборах, а представники обираються від законодавчих округів та за партійними списками.
Судова влада належить Верховному суду, який складається з голови суду та чотирнадцяти асоційованих суддів, які призначаються президентом за поданням Ради суддів та адвокатів.
Корупція є значним явищем, яке деякі історики пов'язують із системою падріно іспанського колоніального періоду.
9 травня 2022 року на Філіппінах пройшли президентські вибори. Перемогу отримав Бонгбонг Маркос. Він вступив на посаду 17-го Президента Філіппін з 30 травня.

## Економіка
Філіппіни — аграрно-індустріальна країна. Номінальний ВВП у 2017 р. становив 348,593 млрд доларів США. ВВП на душу населення — 3 593 доларів США. Важливі місця в економіці посідають металургійна, машинобудівна, текстильна, швейна, фармацевтична, хімічна, деревообробна, харчова, радіоелектронна, нафтопереробна, рибна галузі промисловості. Головний вид транспорту — морський. Є також автомобільний, фрагментарно — залізничний види транспорту. Головні морські порти — Маніла, Себу, Ілоіло, Замбоанга, Батангас, Тобако, Легаспі, Давао.
До початку Другої світової війни в основі економіки Філіппін лежали виробництво та експорт вузького асортименту сировинних товарів, як правило, продуктів сільського господарства і лісоматеріалів. Обробної промисловості (крім цукрової) практично не існувало. Експорт прямував переважно до США, звідки надходила основна частина необхідних промислових виробів. Після здобуття Філіппінами незалежності місцева обробна індустрія отримала стимули для розвитку, і тепер її частка в національному прибутку вища, ніж у сільського господарства. Приблизно 3/4 всього експорту становлять нетрадиційні види товарів. Як і раніше, характерна непропорційно висока концентрація сучасних видів виробництв і населення в нечисленних центрах, переважно в Манілі і її околицях.
Відносна значущість аграрного сектора в економіці Філіппін поступово зменшується (у 2007 р. сільськогосподарське виробництво становило 13,8 % ВВП, промисловість — 31,7 %, сфера послуг — 54,5 %). Трудові ресурси у 2007 р. становили близько 33,6 млн осіб. У 1990-х роках понад 6 млн філіппінців працювали за кордоном, головним чином у США і державах Перської затоки. Також філіппінці працюють у державах Європи. Рівень безробіття у 2007 р. — 7,3 %.
Азартні ігри на Філіппінах діють в країні щонайменше з XVI століття. Практично по всьому архіпелагу зустрічаються розташовано легальні та нелегальні заклади для азартних ігор.

## Мова
Філіппіни — багатомовна країна. Тут налічується близько 72 національних мов та діалектів. Національна — філіппінська мова, що походить від тагальської (офіційно затверджена в 1973 р.). Англійська та філіппінська мови використовуються як державні в освіті, науці, торгівлі. Іспанська мова, що була переважною книжною мовою в XIX столітті та раніше, зараз поступилася позиціями.

## Туризм
Сектор подорожей і туризму склав 10,6 % ВВП країни у 2015 році і забезпечив 1 226 500 робочих місць у 2013 році. З січня по грудень 2019 року прибуло 8 260 913 міжнародних відвідувачів, що на 15,24 % більше за аналогічний період 2018 року. 58,62 % (4 842 774) з них прибули зі Східної Азії, 15,84 % (1 308 444) прибули з Північної Америки і 6,38 % (526 832) прибули з інших країн АСЕАН. Острів Боракай, популярний своїми пляжами, був названий найкращим островом у світі Travel + Leisure у 2012 році.

## Наука
Наукові центри були створені ще за часів іспанського володарювання. У XX ст. створено Міжнародний інститут вивчення рису у 1962 р. Також роботу по вивченню сільськогосподарських рослин провадить інститут у Лос-Баньйосі та університет ім. Св. Карлоса в Себу. На Філіппінах чимало організацій, які представляють такі галузі науки, як архітектура, історія, економіка, медицина, сільське господарство, філософія. Членами національної академії науки стають люди, що досягли великих вершин в галузі природничих і гуманітарних наук. У країні є велика кількість музеїв та бібліотек, чимало з яких створені при університетах. Цінні документи, історичні архіви, мистецькі вироби — це все зберігається в національному музеї в Лопесі.
На території країни є стара астрономічна обсерваторія — Манільська обсерваторія. Основним завданням обсерваторії в XIX столітті було передбачення тайфунів.

## Медіа
На Філіппінах працюють 225 телевізійних каналів і понад 900 радіостанцій. У столиці щодня друкується 30 видів газет, переважно англійською, декілька філіппінською і 4 китайською. Тираж «Філіппін дейлі інкуайрер» найбільший серед столичних газет. У Манілі існують декілька кіностудій, де знімають фільми на англійській і тагальській мовах.

## Освіта
Систему безкоштовної шкільної освіти запроваджено ще в XIX ст., згодом вона була доповнена урядом США про навчання у коледжах та національному університеті та проіснувала до 1972 р. До того часу національний бюджет виділяв найбільше коштів на освіту. У 1972 р. проведено реформу для модернізування системи. У нових навчальних планах увага зосереджувалась на вивченні професійно-трудових дисциплін. Крім англійської, у школах викладають тагальську, а на о. Мінданао ще й арабську мови. У 1990 р. близько 90 % населення старших 14 років були письменними.
Департамент освіти (DepEd) охоплює початкову, середню та неформальну освіту. Управління технічної освіти та розвитку навичок (TESDA) керує навчанням і розвитком освіти середнього рівня. Комісія з вищої освіти (CHED) була створена в 1994 році, щоб, серед інших функцій, формулювати та рекомендувати плани розвитку, політику, пріоритети та програми у сфері вищої освіти та наукових досліджень.

## Охорона здоров'я
Після супертайфуну Хайянь ВООЗ із застосуванням HeRAMS у 2014 році провело оцінку системи охорони здоров'я. Було пошкоджено 601 заклад охорони здоров'я. Для північної частини однієї з провінцій — Себу було завдяки HeRAMS розроблено 27 медичних мап.

## Релігія
Філіппіни — це світська держава, яка захищає свободу релігії.
Понад 80 % населення — католики. Лише на острові Мінданао домінує іслам. Протестанти становили 9,13 % населення у 2015 році.
Філіппіни — не єдина азійська держава, де домінує християнство. У Східному Тиморі частка християн іще вища.

## Культура

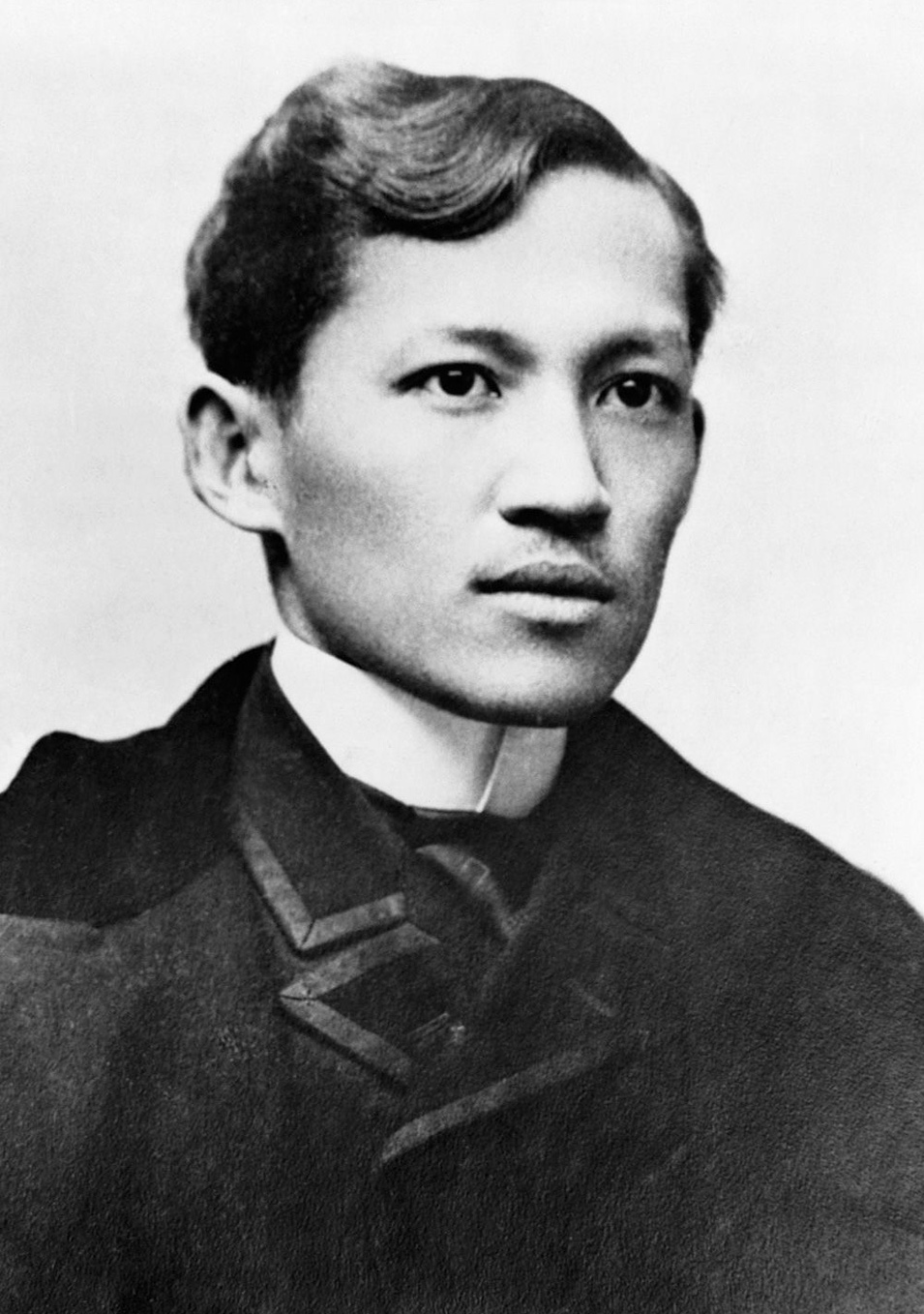
Хосе Рісаль — національний письменник Філіппін

### Кухня
Філіппінська кухня формувалася століттями під впливом східних та західних традицій, зокрема малайської, іспанської, китайської та американської кухонь, адаптувавши їх до місцевих інгредієнтів, так сформувалися національні філіппінські страви. Страви варіюються від дуже простих, як, наприклад, смажена риба з рисом, до досить складних, таких як паелья та косідос, які готують на фієсту.